# Pohlia longicollis
Pohlia longicollis là một loài Rêu trong họ Bryaceae. Loài này được (Hedw.) Lindb. miêu tả khoa học đầu tiên năm 1879.